# Hegan
Cluster de aeronáutica y espacio del País Vasco
Hegan es una asociación de empresas aeronáuticas vascas creada con la misión de "potenciar, promover y estimular el tejido industrial, profesional, tecnológico, investigador y de innovación del sector aeronáutico y espacial del País Vasco". Es miembro de la asociación de clusters aeronáuticos de Europa European Aviation Clusters Partnership.

## Historia
En 1993 se constituyó, por invitación del Gobierno Vasco, un Comité de Tecnología, embrión del cluster, compuesto por Gamesa, ITP y SENER, los Centros Tecnológicos, la Universidad del País Vasco, la SPRI y el Departamento de Industria. Hegan se constituyó posteriormente en 1997, con las tres empresas tractoras del sector aeronáutico en el País Vasco (Gamesa, ITP y SENER) como socios fundadores.

## Objetivos
Según la web oficial de Hegan, sus objetivos son:
Promover el desarrollo de un tejido industrial consolidado, competitivo y con proyección de futuro.
Establecer políticas comunes que potencien a las empresas, individual y colectivamente como grupo de actividad sectorial.Orientar las actividades de la Administración de la CAPV en materia de Desarrollo Tecnológico.
Promover la difusión y orientar la participación de las empresas asociadas en eventos aeroespaciales nacionales e internacionales.
Contribuir a la formación y especialización de RRHH, mediante la promoción de seminarios, conferencias, etc.

## Organización
El máximo órgano de la Asociación es la Asamblea General, integrada por todos los socios. 
La Asamblea nombra una Junta Directiva, Órgano Colegiado de Administración y Dirección, consitutida por un Presidente, un Vicepresidente, un Secretario y cuatro Vocales.
La Junta Directiva delega en un Comité Ejecutivo, que actúa como órgano ejecutivo en las actuaciones del Cluster, y se reúne bimestralmente.

## Actividades
Entre las actividades de Hegan destacan la publicación de informes anuales sobre el sector aeronáutico vasco, la organización de la feria Aerotrends, y del Aula Aeronáutica de la UPV.